# Saint-Philbert-de-Grand-Lieu
Saint-Philbert-de-Grand-Lieu é uma comuna francesa na região administrativa do País do Loire, no departamento de Loire-Atlantique. Estende-se por uma área de 58.81 km². Em 2010 a comuna tinha 9 183 habitantes (densidade: 156,1 hab./km²).